# Regina Sigmund
Regina Sigmund (* 27. Juni 1963 in Rüsselsheim) ist eine ehemalige deutsche Judoka, die im Schwergewicht oder in der offenen Klasse antrat. 
Die 1,78 m große Regina Sigmund war 1982, 1986, 1988, 1990 und 1992 Deutsche Einzelmeisterin. Mit dem JC Rüsselsheim gewann sie 1983, 1986 und 1987 den Mannschaftstitel in der Judo-Bundesliga.
Ihr erster großer internationaler Erfolg war der Gewinn der Bronzemedaille in der offenen Klasse bei den Judo-Weltmeisterschaften 1982 in Paris, als sie nur gegen die Belgierin Ingrid Berghmans unterlag. 1983 belegte Sigmund den fünften Platz bei den Europameisterschaften, 1984 folgte der fünfte Platz bei den Weltmeisterschaften. Bei den Studentenweltmeisterschaften 1984 in Straßburg gewann sie sowohl im Schwergewicht als auch in der offenen Klasse die Silbermedaille. 1985 belegte sie bei den Europameisterschaften erneut den fünften Platz. 1986 erkämpfte sie EM-Bronze, nachdem sie im Halbfinale gegen die Britin Sandra Bradshaw verloren hatte. Bei den Judo-Weltmeisterschaften 1986 belegte sie den fünften Platz. Ende 1986 gewann sie bei den Studentenweltmeisterschaften Bronze im Schwergewicht und Gold in der offenen Klasse. 1987 erreichte Sigmund bei den Europameisterschaften in Paris das Finale der offenen Klasse und unterlag Ingrid Berghmans. Ein halbes Jahr später erreichte sie bei den Weltmeisterschaften in Essen ebenfalls das Finale und erhielt nach ihrer Niederlage gegen die Chinesin Gao Fenglian ihre zweite Silbermedaille in diesem Jahr.
Bei den Olympischen Spielen 1988 wurde Frauenjudo als Demonstrationswettbewerb ausgetragen. Regina Sigmund unterlag im Halbfinale Gao Fenglian und belegte den dritten Platz. Bei den Studentenweltmeisterschaften Ende 1988 belegte Sigmund den zweiten Platz in der offenen Klasse. 1989 erreichte sie bei den Weltmeisterschaften in Belgrad das Finale im Schwergewicht und unterlag einmal mehr Gao Fenglian. 1990 erkämpfte sich Sigmund eine weitere Silbermedaille, als sie bei den Europameisterschaften in Frankfurt erst im Schwergewichts-Finale gegen die Französin Christine Cicot verlor. Bei den Weltmeisterschaften 1991 belegte Sigmund noch einmal den fünften Platz.